# Janvier 1837

## Événements
- France : au début du mois, Arthur de Gobineau est invité par Mme de Serre à dîner « avec le célèbre Ballanche ». La comtesse de Serre (1794-1875), veuve de l'ancien ministre de Louis XVIII, Pierre de Serre (1776-1824), sera la plus utile protectrice du jeune Gobineau.

- 6 - 18 janvier, France : les participants à la tentative de soulèvement de Strasbourg du prince Louis-Napoléon Bonaparte sont jugés et acquittés par le jury des assises du Haut-Rhin.

- 17 janvier : victoire des Boers sur les Ndébélés et leur chef Mzilikazi, qui migrent vers le nord où ils battent et assimilent les peuples locaux (Shonas, Tswanas, etc.). Ils fondent le royaume de Matabélé en 1838 (Zimbabwe).
  - Les Boers, après avoir passé le fleuve Orange et repoussé les Matabélé, obliquent à l’est, franchissent le massif du Drakensberg en octobre et fondent au Natal la ville de Pietermaritzburg. Ils passent accord avec le chef des Sothos du Sud, Moschech.

- 24 janvier, France : projet de loi sur la création d’une prison de déportés à l’île Bourbon.

- 26 janvier : le Michigan (abolitionniste) devient le vingt-sixième État de l'Union américaine[1].

## Naissances
- 2 janvier : Mili Balakirev, musicien russe
- 10 janvier : Thomas Finney (mort en 1903), homme politique australien
- 17 janvier : François Lenormant (mort en 1883), assyriologiste et archéologue français.

## Décès
- 11 janvier : François Gérard, peintre français (° 1770).
- 20 janvier : Sir John Soane, architecte britannique.
- 24 janvier : Joseph Sabine (né en 1770), homme de loi et naturaliste anglais.
- 29 janvier : Alexandre Pouchkine, poète, dramaturge et romancier russe.